# Ley de Vigilancia de la Inteligencia Extranjera
La Foreign Intelligence Surveillance Act de 1978 (FISA) (Pub.L. 95–511, 92 Stat. 1783, 50 U.S.C. cap. 36) (Ley de Vigilancia de la Inteligencia Extranjera) es una ley federal de Estados Unidos que establece los procedimientos para la vigilancia física y electrónica y la recopilación de «información de inteligencia extranjera» entre «potencias extranjeras» y «agentes de potencias extranjeras» (los cuales pueden incluir ciudadanos estadounidenses y residentes permanentes sospechosos de actividades de espionaje o terrorismo). La ley no se aplica fuera de los Estados Unidos. La ley ha sido modificada varias veces desde los ataques del 11 de septiembre.

## Historia
La Ley de Vigilancia de la Inteligencia Extranjera (FISA) fue presentada el 18 de mayo de 1977, por el senador Ted Kennedy y fue firmada como ley por el presidente Carter en 1978. El proyecto de ley fue copatrocinado por nueve senadores: Birch Bayh, James O. Eastland, Jake Garn, Walter Huddleston, Daniel Inouye, Charles Mathias, John L. McClellan, Gaylord Nelson y Strom Thurmond.
La FISA fue resultado de extensas investigaciones de los Comités del Senado sobre la legalidad de las actividades de los servicios de inteligencia nacionales. Estas investigaciones fueron dirigidas por separado por Sam Ervin y Frank Church en 1978 como respuesta al uso de recursos federales por el presidente Richard Nixon para espiar a grupos políticos y activistas violando la Cuarta Enmienda. La ley fue creada para establecer una supervisión judicial y del Congreso de las actividades de vigilancia encubierta de entidades y personas extranjeras en los Estados Unidos, al mismo tiempo que se mantenía el secreto necesario para proteger la seguridad nacional. Permitía la vigilancia, sin orden judicial, en los Estados Unidos hasta por un año a menos que «el contenido de la vigilancia contuviera contenidos de cualquier comunicación de la que formara parte una persona estadounidense». En el caso de que estuviera involucrada una persona estadounidense, se requería una autorización judicial en un plazo que no superara las 72 horas después del inicio de la vigilancia.

## Controversia
La Ley adquirió importancia pública en diciembre de 2005 tras la publicación por el New York Times de un artículo, que describía un programa de escuchas telefónicas sin orden judicial llevado a cabo por la Agencia de Seguridad Nacional desde el año 2002 bajo la administración Bush; un artículo posterior de Bloomberg sugirió que el programa podría haber empezado ya en 2000.

## Disposiciones
Los subcapítulos de FISA prevén:
- Vigilancia electrónica (50 U.S.C. cap. 36, subcap. I)[8]
- Registros (50 U.S.C. cap. 36, subcap. II)[9]
- Dispositivos de identificación de las comunicaciones de entrada y salida para propósitos de inteligencia (50 U.S.C. cap. 36, subcap. III)[10]
- El acceso a ciertos registros de negocios con fines de inteligencia (50 U.S.C. cap. 36, subcap. IV)[11]
- Obligaciones de información (50 U.S.C. cap. 36, subcap. V)[12]

## Tribunal FISA
La Ley creó el Tribunal de Vigilancia de Inteligencia Extranjera de siglas FISC (del inglés Foreign Intelligence Surveillance Court) y le permitió supervisar las solicitudes de órdenes de vigilancia de las agencias policiales federales (principalmente el FBI) contra presuntos agentes de inteligencia extranjeros dentro de los EE. UU. La corte se encuentra dentro del edificio de la sede del Departamento de Justicia. El tribunal está compuesto por once jueces nombrados por el presidente del Tribunal Supremo de los Estados Unidos para un período de siete años.